# 天才舞者
天才舞者（Native Dancer，1950年－1967年），暱稱灰色幽靈，是美國生產及訓練的純種競賽馬匹，以優異的配種成績留名於世，總共生產多匹一級賽盟主。在兩歲時更創出九戰全勝的佳績，榮登最佳兩歲雄馬，往後更贏得多個錦標，為二戰後美國最具影響力的馬匹之一。

## 競賽成績
競賽生涯曾贏得多個一級賽錦標，其中包括美國三冠大賽中的必利是錦標及貝蒙錦標。

## 配種馬成績
由於產馬眾多，僅列出擁有多匹產駒的種馬子嗣，其中直系內孫淘金者及外孫北地舞人更為現今兩大最具影響力種馬系統。
- Dan Cupid
- Dancer's Image
- Gala Performance
- Good Move
- Hula Dancer
- Kauai King
- Native Charger
- Native Prince
- Native Street
- Protanto
- Raise a Native
- Secret Step
- Street Dancer

## 外部連結
- 血統表 （页面存档备份，存于）